# Жутомрки чупави тукан
Жутомрки чупави тукан (лат. Selenidera nattereri) јужноамеричка је врста птице из породице Ramphastidae, пронађена у северозападном сливу Амазона, у Венецуели, Бразилу, источној Колумбији и западној Гвајани. Жутомрки чупави тукан је првобитно описан као припадник рода Pteroglossus. Природно станиште ове врсте је суптропска или тропска влажна шума, чија је дужина између 35 и 38 цм и тежине 148—165 грама.